# Antonio Berlese
Antonio Berlese (ur. 26 czerwca 1863 w Padwie, zm. 24 października 1927 we Florencji) – włoski entomolog i akarolog.
W rodzinnym mieście ukończył wczesną edukację. Później uczył się w Wenecji, a następnie studiował na Uniwersytecie w Padwie, gdzie ukończył nauki przyrodnicze w 1884. Po studiach znalazł zatrudnienie jako asystent profesora Targioniego Tuzzetti na Uniwersytecie Florenckim. Od 1890-1903 nauczał zoologii w szkole średniej w Portici. W 1900 otrzymał tytuł profesora zoologii rolniczej. Od 1903 do 1927 był dyrektorem Instytutu Entomologii Rolniczej we Florencji. Zmarł 24 października 1927.
Już w wieku 18 lat napisał pierwszą pracę poświęconą anatomii świerszcza polnego, dzięki czemu stał się uczniem Giovanniego Canestrini. W czasie swojej kariery napisał ponad 300 prac. Szczególne znaczenie miały jego artykuły dotyczące pierwogonków, roztoczy oraz muchówek pasożytujących na roślinach owocowych. Jego Acari, Myriapoda et Scorpiones (później Pseudoscorpiones) hucusque in Italia reperta wydawane od 1882 do 1903 wyszło w 101 numerach z 988 barwnymi tablicami narysowanymi przez niego osobiście. Założył i do śmierci redagował czasopismo Redia. Znany ze skonstruowania aktywnego wypłaszacza drobnych stawonogów glebowych, tzw. lejka Berlesego.